# Heinrich Bernhard Rupp
Heinrich Bernhard Rupp (Ruppe, Ruppius, ur. 22 sierpnia 1688 w Gießen, zm. 7 marca 1719 w Jenie) – niemiecki botanik, badacz flory dużej części Turyngii i przedgórza Harzu. Studiował od 1711 na Uniwersytecie w Jenie, w 1712 w Lejdzie i ponownie w 1713 roku w Jenie. Karol Linneusz na jego cześć nazwał rodzaj roślin rupia.